# Corydalis linstowiana
Corydalis linstowiana là một loài thực vật có hoa trong họ Anh túc. Loài này được Fedde mô tả khoa học đầu tiên năm 1925.

## Hình ảnh

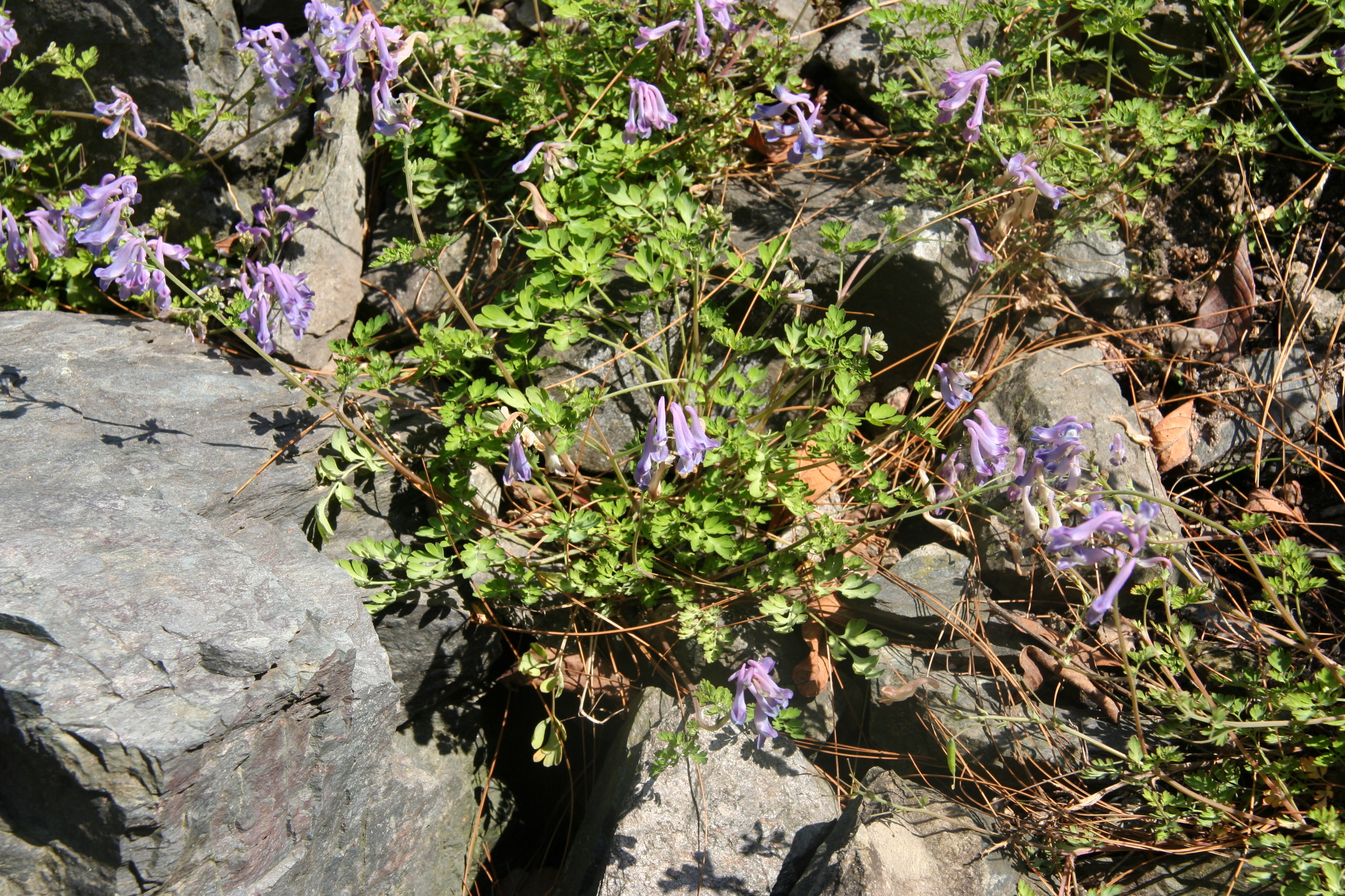
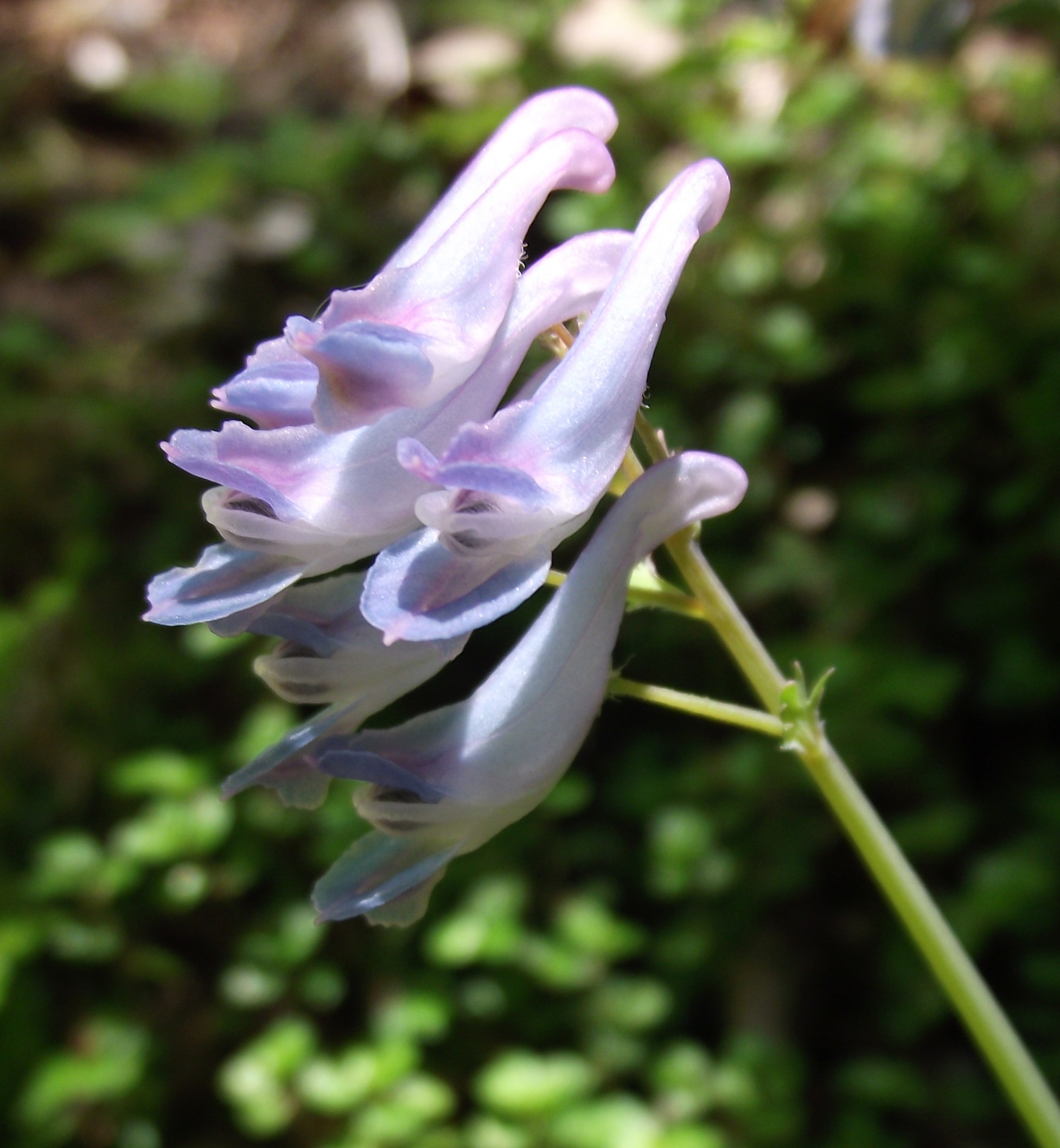